# Victor Cavendish-Bentinck, 9:e hertig av Portland

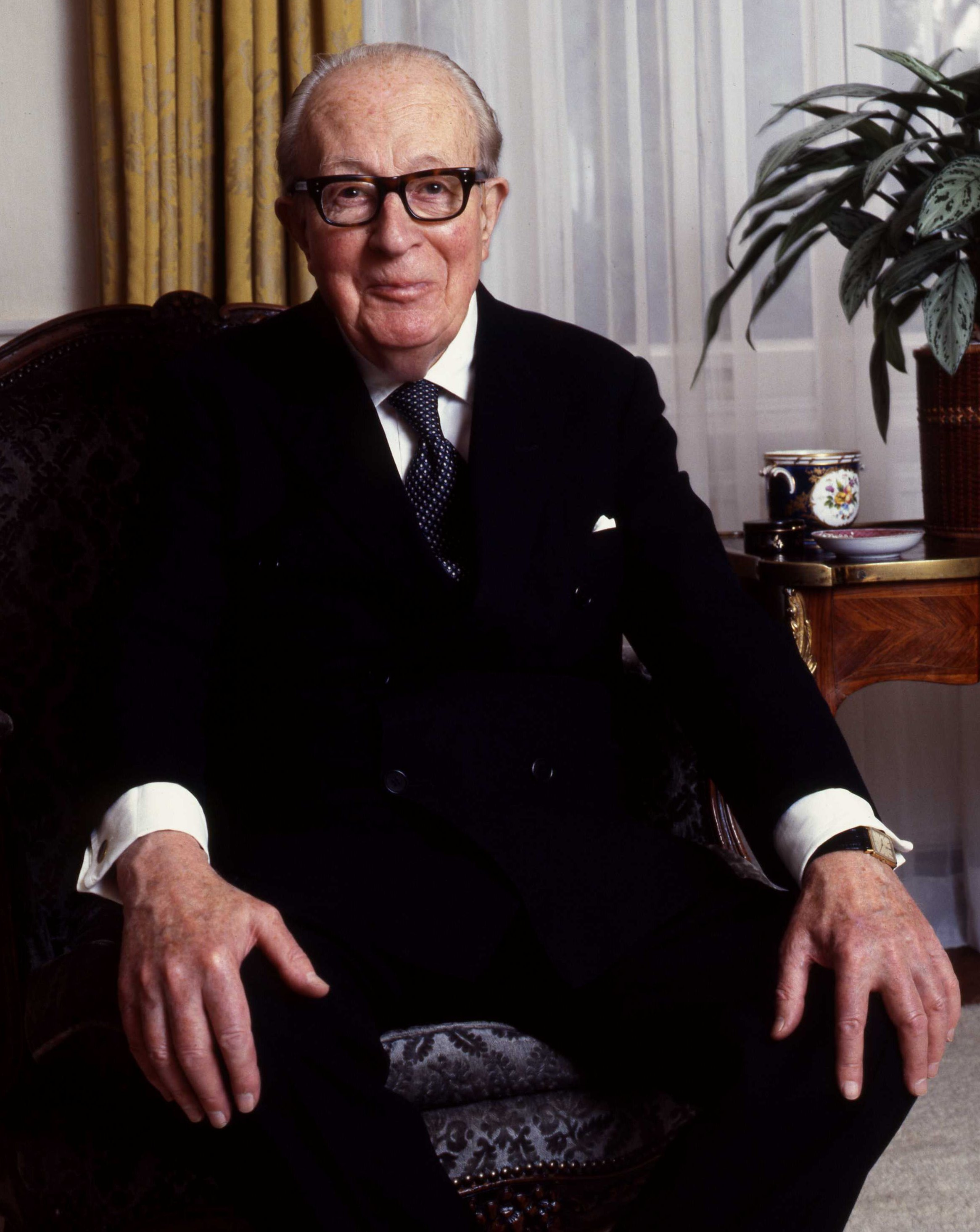
Victor Cavendish-Bentinck, den siste hertigen av Portland (1988)

Victor Frederick William Cavendish-Bentinck, 9:e hertig av Portland, född 28 juni 1897 i Marylebone i London, död 30 juli 1990, var en brittisk diplomat och affärsman. Han var ambassadör i Polen från 1945 till 1947.
Victor Cavendish-Bentinck var son till William George Frederick Cavendish-Bentinck (1856–1948) och Ruth Saint Maur (1867–1953).
År 1924 gifte sig Victor Cavendish-Bentinck med Clothilde Bruce Quigley (1904–1984), men de skildes 1948. Makarna fick två barn:
- William James Cavendish-Bentinck (1925–1966), som gifte sig tre gånger, 1949 med Pamela Collins (skilda 1954), 1954 med Inger Grantzau-Christensen (skilda 1960) och 1960 med Eleanor Barbara Muriel Lygon (skilda 1965), men som dog barnlös, samt
- Mary Jane Cavendish-Bentinck (1929–2010), som 1963 gifte sig med Alexander Georgiadis (skilda 1978) och 1978 med Stephen Ritchards Graubard.

En andra dotter, Barbara Cavendish-Bentinck, fick han i sitt andra äktenskap, som han ingick 1948 med Kathleen Barry (1912–2004).
År 1980 ärvde Victor Cavendish-Bentinck hertigtiteln av sin bror Ferdinand, som dog barnlös. Hertigtiteln och några av Victor Cavendish-Bentincks övriga adelstitlar dog ut med honom 1990, eftersom hans son hade dött utan att efterlämna manlig avkomma. 
De titlar som försvann var hertig av Portland, markis av Tichfield och baron av Bolsover. Titeln earl av Portland hade kreerats i en tidigare generation än hertigtiteln och det fanns levande avkomlingar på svärdssidan. Därför ärvde hertigens sjumänning Henry Noel Bentinck denna titel och de tillhörande undertitlarna viscount Woodstoock och baron Cirencester.